# Anagonia lasiophthalma
Anagonia lasiophthalma är en tvåvingeart som först beskrevs av Malloch 1934.  Anagonia lasiophthalma ingår i släktet Anagonia och familjen parasitflugor. Inga underarter finns listade i Catalogue of Life.